# Salteña
La salteña es un tipo de empanada de origen boliviano, comido como una merienda jugosa y rellena con carne, pollo u otras carnes, huevo duro, especias, y otros ingredientes, cocida al horno.
En un recetario de 1917, "se conoce de las prácticas culinarias de la élite boliviana de finales del siglo XIX y principios del siglo XX" en la ciudad de Potosí, donde las salteñas abundan. Lo que diferencia a las salteñas bolivianas de otras empanadas latinoamericanas, es el ají la papa y el hecho de que son más jugosas que en otras partes.
La salteña posee un relleno de diferentes legumbres, carne en trozos y suele venir con parte del líquido que queda de la preparación del jigote. Este producto se caracteriza por ser muy asequible, y estar en casi todas las ciudades de Bolivia, llegando a ser un aperitivo de media mañana para todos los bolivianos. Se consume principalmente en la mañana, siendo vendida y consumida en plazas y calles al paso.

## Origen
Se ha investigado poco sobre el origen de la salteña, que es poco conocido. La creación se atribuye a distintas personalidades a lo largo de los años.
Las empanadas se expandieron por casi toda Hispanoamérica durante la colonización española, y por último llegaron hasta las costas de los Estados Unidos. En Potosí, este bocado se llegó a modificar por el frío y, en el siglo XVI, Leonor de Flores, cocinera criolla, le añade caldo y especias picantes. Dicha receta pasó por generaciones, y en el siglo XVIII fue reeditada por la potosina Josepha Escurrechea.[cita requerida]

### Josepha de Escurrechea
El concepto de empanada incluye una fina masa de harina rellena con distintos productos, en general, aquellos con los que cuenta y prefiere cada región, y según las necesidades, carne, pescados, vegetales, elementos dulces. Su origen más conocido es el mundo árabe pero también algunas variantes provienen de otros países de Europa, pues se trata de un bocadillo producido con masa o pan relleno con otros elementos, utilizado especialmente para viajes, como el shepherd’s pie (empanada del pastor) y otras empanadas de Inglaterra, por lo menos en sus inicios. Hace mucho tiempo que está documentada la existencia de empanadas y tortas bastante parecidas (esta última, especie de calzone, actual pizza cubierta) como alimentos muy difundidos en la Europa Medieval hasta el siglo XVIII, que aparecen también en el libro de doña Josepha de Escurrechea.
En las distintas regiones de España, la empanada continúa siendo parte de su gastronomía con las diferencias propias, como las empanadas gallegas que han conservado el tamaño grande de tiempos pasados (semejante a las recetas de Doña Josepha); las de Mallorca, rellenas de verdura y; una versión de hace casi 300 años, en las pastelerías madrileñas, que antes tenía la denominación de “empanada de vaca”, y desde el siglo XVIII, la de “aguja de ternera” o “aguja de carne”, es una muestra de las transformaciones. Está hecha de masa de hojaldre y carne de vaca picada y guisada.
No hay duda de que los españoles trajeron la empanada a América. De allí, la empanada existe en Hispanoamérica, en casi todos los países, también con las variantes propias.
Los recetarios de los cocineros reales españoles fueron tomados en cuenta por las élites en América Hispana y por ello, abundan las recetas de tortas y empanadas como ocurre con el Recetario de doña Josepha de Escurrechea (Potosí, 1776) donde aparecen los pastelillos y empanadas, y empanadas flamencas (el imperio español tuvo provincias en Flandes). Este es el único recetario colonial encontrado en Bolivia y toda la región. Y en él, la empanada ocupa un espacio notable. Potosí fue en su tiempo la ciudad más rica e importante de América, la nobleza se benefició de un alto nivel de vida y la comida no fue una excepción. En estas recetas precisamente, se menciona los diferentes rellenos de carne o pescado, con añadidos dulces. Y la forma de cocción, al horno o fritas.
El aporte indudable de la mano potosina a las recetas son las papas y el ají, ingredientes americanos que no se usaban antes en la comida europea. Doña Josepha menciona ambos ingredientes en otros platos que se van americanizando en su recetario. Además del uso de carne y la mención a la masa repulgada. Por estos usos tan específicamente establecidos, resulta claro este origen —siendo el único documento existente— que fue en esta ciudad donde se inició y consolidó la preparación de las empanadas ya con el añadido esencial de la papa y el ají.

### Juana Manuela Gorriti
La presencia de familias argentinas en ese contexto histórico se prestó para crear en La Paz una leyenda sin base documental, señalando a la señora Juana Manuela Gorriti como “la inventora de la salteña” junto a sus coterráneas. El hecho es que familias salteñas instaladas principalmente en La Paz, en la década de 1830, elaboraban estos condumios como una forma de sostenerse y seguramente dejaron cierta influencia. De allí, surgió la idea de que ellas habrían introducido las empanadas en Bolivia.
En realidad, Cocina Ecléctica es una recopilación de recetas de los países en los que ella vivió (Bolivia y Perú, además de Argentina), de las cuales (212), todas sin excepción, fueron enviadas por amigas y conocidas. En el prólogo, Gorriti dice:

Ella, solo ella, (la mujer) sabe inventar esas cosas exquisitas, que hacen de la mesa un encanto, (a continuación se refiere al consejo dado a una princesa) para sujetar a su esposo al lado suyo: —Asidlo por la boca—. Yo, ¡ay! Nunca pensé en tamaña verdad. Avida de otras regiones, arrojéme a los libros (menciona varios autores clásicos) sin pensar que esos ínclitos genios fueron tales, porque (...) tuvieron todos, á su lado, mujeres hacendosas y abnegadas que los mimaron, y fortificaron su mente con suculentos bocados, fruto de la ciencia más conveniente a la mujer. Mis amigas, á quienes, arrepentida, me confesaba, no admitieron mi mea culpa, sino á condición de hacerlo público en un libro. Y, tan buenas y misericordiosas, como bellas, hanme dado para ello preciosos materiales, enriqueciéndolos más, todavía, con la gracia encantadora de su palabra.

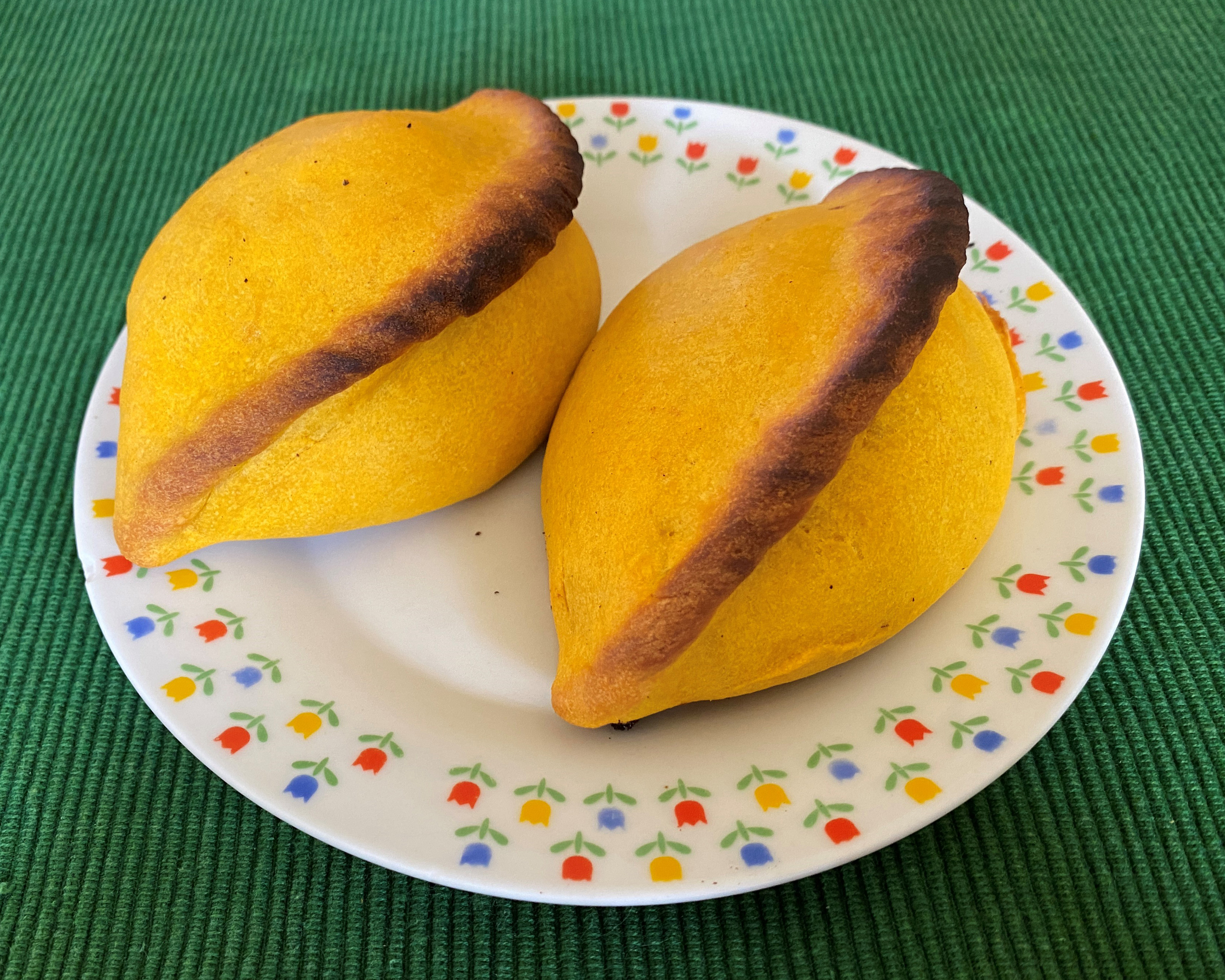
Salteñas de carne

La confesión, a la que hoy podemos encontrar cierto tono irónico, no quita un ápice del valor de la mujer libre y transgresora que fue Gorriti, además de brillante intelectual. En cambio, ayuda a aclarar, una versión poco seria reproducida sobre la historia de la empanada. La historia de la gastronomía basada en la investigación crítica se ha convertido en un campo de conocimiento muy avanzado en muchos países, gracias al auge de esta industria mundial que funciona como elemento fundamental del turismo, junto al surgimiento de grandes chefs, escuelas de gastronomía de alto nivel y millones de libros de cocina vendidos.
El recetario de Gorriti contenía estas recetas: La primera, denominada “emparedados a la rosarina” enviada desde Rosario, aconseja usar las rebanadas remojadas en leche de una corteza de pan. El relleno es de gallina despresada con trozos de jamón, más pimienta, harina y un ajo molido, todo frito en mantequilla, se coloca entre las rebanadas fritas “como un fiambre”. La segunda se denomina “empanada fiambre”, proviene de Arequipa. La receta indica la manera de preparar la masa. El único relleno son rebanadas de jamón y una capa de aceitunas negras deshuesadas. Los emparedados se ponen al horno. La última receta lleva el nombre de “empanaditas a la coquetuela”. Se debe utilizar masa de hojaldre cortada en cuadrados. El relleno es un picadillo muy aderezado de pimienta, comino, cebolla blanca frita, un diente de ajo, almendras y pasas de uva.

### Manuel Camilo Crespo
Se puede ver la continuidad histórica de la empanada en dos recetas de Manuel Camilo Crespo de mediados del siglo XIX en La Paz, una de ellas denominada “empanadas en caldo”. Mientras que en las tres recetas del libro de Gorriti, procedentes de la Argentina, ninguna de ellas tiene ají ni papa (los componentes específicos y esenciales de la empanada boliviana). Más aún, las empanadas del recetario de Gorriti no tienen nada que ver con las empanadas bolivianas. 

### Consolidación de la receta
La empanada boliviana se consolida ampliamente con el recetario de Sofía Urquidi (Sucre, 1917) que tiene nada menos que ocho recetas de empanadas de caldo (tres de ellas con ají), tal cual se las denominó en Sucre hasta la década de 1970, y se confirma la naturaleza de la empanada boliviana.

## Origen del nombre

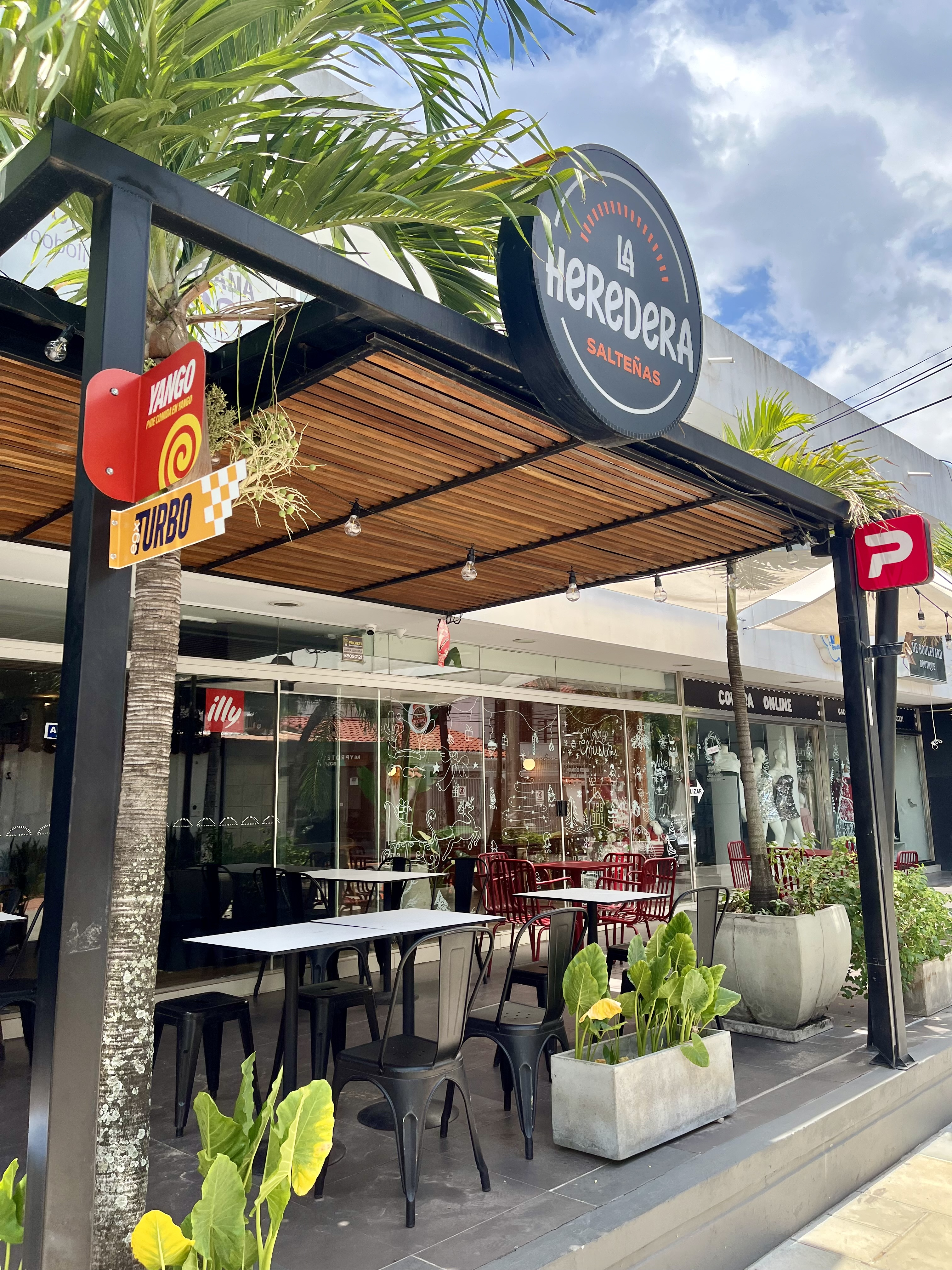
Salteñería en Santa Cruz de la Sierra.

El nombre 'salteña' hace referencia al lugar de origen de una de sus famosas cocineras, Juana Manuela Gorriti, nacida en la provincia de Salta, Argentina. El historiador Antonio Paredes Candia ha investigado el origen de esta. A comienzos del siglo XIX la señora Gorriti, que más tarde se convertiría en la esposa del presidente Manuel Isidoro Belzu, tuvo que huir al exilio junto con su familia durante el gobierno de Juan Manuel de Rosas, estableciéndose en la ciudad de Potosí, en Bolivia. Por muchos años la familia Gorriti estuvo marcada por la extrema pobreza. La desesperación hizo que comenzara a preparar unas "empanadas caldosas". 
El criterio generalizado es que esta  empanada tiene origen árabe y se habría diseminado por parte de Europa y el norte de África durante la ocupación musulmana. La península ibérica fue conquistada por los musulmanes en 711 y su ocupación se extendió hasta 1492.
La venta de estos productos se hizo muy popular al mismo tiempo que Manuela que fue apodada "la salteña", refiriéndose a su lugar de origen. El producto lentamente fue ganando popularidad en Potosí y finalmente se convirtió en una tradición. Paredes Candia menciona que los padres les decían a sus hijos: "andá y recogé una empanada de la salteña". Al pasar el tiempo muchos olvidaron el nombre de Manuela Gorriti pero el apodo de las salteñas se mantuvo. Hoy en día se puede encontrar en un gran número de comercios en toda Bolivia y ha sido tan grande su aceptación que llegó al mercado internacional.

## Variedades
Existen muchas variedades de salteñas, de acuerdo al relleno, pero se mantiene siempre su estilo y masa; que varía según el lugar donde se prepara:
- Salteña de Carne
- Salteña de Pollo
- Salteña de Fricasé
- Salteña de Charque

En variedad en los rellenos dentro la salteña existen con jugo, sin jugo, caldosos y algunos sin caldo.
Existen también salteñas veganas que son una variante de la clásica salteña y que han ganado popularidad en los últimos años como una opción respetuosa con el medio ambiente. La versión vegana de la salteña respeta la esencia de la receta original, pero sustituye los ingredientes de origen animal por opciones vegetales. La masa se prepara con ingredientes veganos, como harina, agua, aceite vegetal y sal, logrando la misma textura suave y delicada que caracteriza a la empanada salteña tradicional.

## Patrimonio Nacional
En el Año 2014 mediante ley N.º 485 se declara a la Salteña como Patrimonio Nacional del Estado Plurinacional de Bolivia a la culinaria representativa del departamento de Potosí.

## Día mundial de la Salteña
Todos los años el 10 de noviembre se celebra el Día mundial de la Salteña con diferentes actividades como degustación de salteñas en sus diferentes sabores, competencias de comer el número máximo de salteñas así también merchandising de salteña.
En 2020, más de 500 salteñerías en la ciudad de La Paz, Bolivia, se reunieron para llevar a cabo la celebración del Día mundial de la Salteña.